# 伊東久美子
伊東 久美子（いとう くみこ、5月8日 - ）は、日本の女性声優、音響監督。兵庫県出身。

## 来歴・人物
神戸山手女子中学校・高等学校卒業。大阪芸術大学舞台芸術学科演技演出コース中退。アミューズメントメディア総合学院声優タレント学科卒業。
2009年10月まで81プロデュースに所属していた。その後フリー期間を経て、2010年4月からプロダクション・エースに所属。なお、2020年時点でプロダクション・エースからは離れている。
米澤円とPrismというユニットを組んでいる。
合同会社C And Tで音響監督として演出を担当しており、現在はこちらがメインの活動となっている。
趣味・特技はダンス、歌、読書、雑貨めぐり、声楽、関西弁、バトントワリング。

## 出演
太字はメインキャラクター。

### テレビアニメ
2004年
- 恋風（女子高生）
- MADLAX（女性）

2005年
- 強殖装甲ガイバー（女生徒）
- とっとこハム太郎（女の子A）
- ピーチガール（カコ）
- MAJOR 2nd season（2005年 - 2006年、生徒、ソフト部員）
- MÄR-メルヘヴン-（子供）

2006年
- きらりん☆レボリューション（2006年 - 2007年、みく、ファン、女の子）
- 少女チャングムの夢（チャニの姉）
- 僕等がいた（女子高生）
- 味楽る!ミミカ（放送委員、女子高生、七つ子、お母さん 他）
- ロックマンエグゼBEAST+（女子高生）

2007年
- Yes!プリキュア5（2007年 - 2008年、今野香織） - 2シリーズ
- 銀魂（受付嬢、女性客）
- ケロロ軍曹（子供）
- ポケットモンスター ダイヤモンド&パール（フワンテ1）
- ラブ★コン（生徒）

2008年
- うちの3姉妹（さち子）

2009年
- 源氏物語千年紀 Genji（女房1、六条の女房B）

2011年
- R-15（夜乃ミサ）
- デッドマン・ワンダーランド（興緒唐子）

2013年
- 生徒会の一存 Lv.2（女性店員1、若い仲居）

### 劇場アニメ
- もも子、かえるの歌がきこえるよ。（2003年、看護婦）

### OVA
- 新ゲッターロボ（2004年、女子高生）
- ピカチュウたんけんクラブ（2008年、フワンテ）
- 星の海のアムリ（2008年、オペレーター[6]）

### ゲーム
- グランドチェイス（2005年、リル）
- R20★（2008年）
  - 萌え○●（リバーシ）（たま役、Yahoo!ケータイ、ハドソン）
  - 萌え牌（なち役、Yahoo!ケータイ、ハドソン）
- WHITE ALBUM2（2010年、園田亜子）
- ティアーズ・トゥ・ティアラII 覇王の末裔（2013年、チュートリアルナレーション）
- クイズRPG 魔法使いと黒猫のウィズ（2016年、セルマ・リウェイラ）

### ドラマCD
- 豪華客船で恋は始まる3（女性客）

### 吹き替え

#### 映画
- 愛を読むひと（若き日のイラーナ・マーター）
- 明日、君がいない（メロディ〈テリーサ・パーマー〉）
- イリュージョン・ホテル（アシュリー〈ジェシカ・ストループ〉）
- お買いもの中毒な私!
- お願い!プレイメイト
- カオマ（花嫁、病院事務員、インストラクター）
- 人生は、奇跡の詩
- スケアリー・ムービー4（ブリジット）
- STICK IT（レイシー）
- ストレンジャーズ/戦慄の訪問者（男の子）
- 地底探検（イングリッド）
- トエンティマン・ブラザーズ（パメラ）
- ハイスクール・ミュージカル/ザ・ムービー
- パラサイトX（ロッタ）
- ハロウィン（トミー）
- HEAVEN ヘブン（シュシュ、テロリスト、廃墟の女）
- ホーンテッド・ゾーン（サマー）
- 僕のピアノコンチェルト
- マイ・ドリームガール（施術者、客）
- マハウッド（クッガイ）
- ミルコのひかり（フランチェスカ〈フランチェスカ・マトゥランツァ〉）
- 私がクマにキレた理由（グレイヤー）

#### テレビドラマ
- ザ・ホスピタル（地上職員）
- リ・ジェネシス バイオ犯罪捜査班
- レイブン 見えちゃってチョー大変!（ナターシャ）
- 私の名前はキム・サムスン（キム・サムスン〈子供時代〉）

#### アニメ
- きかんしゃトーマス（メイビス）※テレビ東京版
  - きかんしゃトーマス みんなあつまれ!しゅっぱつしんこう（メイビス）
  - きかんしゃトーマス 伝説の英雄（メイビス、ボックスフォード公爵夫人）
- ザ・リプレイス 大人とりかえ作戦（ジェニファー）
- シュレック3（チアリーダー、女子高生）
- スーパー・ロボット・モンキー・チーム・ハイパーフォース GO!（娘）
- フィニアスとファーブ（ジャンゴ・ブラウン、グレッチェン、スージー・ジョンソン）
  - フィニアスとファーブ/ザ・ムービー
- ベン10（クーパー）

### CM
- Yes!プリキュア5
- おもちゃ王国（軽井沢・東条湖TVCMナレーション）
- 神様のパズル（ラジオCMナレーション）
- 恋のから騒ぎ（TVCMナレーション）
- 僕等がいた

### ラジオ
- 岩田光央・鈴村健一 スウィートイグニッション（第一期アシスタントパーソナリティ）
- 東京アニメセンターRADIO（第2期アシスタントパーソナリティー）

### テレビ番組
- Hometownすぎなみ 『大地ラヂオ2 アニメっていいよね!』（J:COM東京・2006年2月 - 2008年3月）レギュラー
- アニソン★カフェ ゆめが丘（tvk：2009年1月14日 - 9月25日）

### その他コンテンツ
- 積水ハウス 『住まいの参観日』
- 森林組合VP 『みんなの森』（ナレーション）
- おはスタ 『おはガール物語』（ベン・リーダー）
- ミュージカル広場星の子供 『白雪姫』（侍女頭役）